# كلية جرين تيمبلتون
كلية جرين تيمبلتون ( GTC ) هي كلية تابعة لجامعة أكسفورد بالمملكة المتحدة. تقع الكلية في موقع جرين كوليدج السابق على طريق وودستوك بجوار حي مرصد رادكليف في شمال أكسفورد، وتتمركز حول مرصد رادكليف، وهو مبنى يعود للقرن الثامن عشر، مُصمم على طراز برج الرياح القديم في أثينا. وهي ثاني أحدث كلية للدراسات العليا في الجامعة، بعد كلية روبن ‏، حيث تأسست نتيجة اندماج جرين كوليدج وتمبلتون التاريخي عام 2008.
تتمتع الكلية بملف أكاديمي مميز، وتتخصص في مواضيع تتعلق بالرفاهية الإنسانية والرفاهية الاجتماعية والاقتصادية والبيئية، بما في ذلك العلوم الطبية والصحية والإدارة والأعمال ومعظم العلوم الاجتماعية.

## التاريخ
كان اندماج كلية جرين وكلية تيمبلتون الأول من نوعه في تاريخ الجامعة. أُعلن عنه رسميًا في يوليو 2007 بعد موافقة مجلس الجامعة والهيئتين الإداريتين لكلتا الكليتين.

### كلية جرين
تأسست كلية جرين عام 1979 لجمع طلاب الدراسات العليا في الطب والتخصصات ذات الصلة، وخاصةً لتشجيع البرامج الأكاديمية في الصناعة. وقد سُميت على اسم مُحسنيها الرئيسيين: سيسيل إتش جرين ، مؤسس شركة تكساس إنسترومنتس، وزوجته إيدا جرين. كانت واحدة من ثلاث كليات أُسست من خلال مساهمات جرين المالية، والجامعات الأخرى هي كلية جرين، وجامعة كولومبيا البريطانية، وجامعة تكساس في دالاس.

### كلية تيمبلتون
تأسست كلية تمبلتون عام 1965كمركز أكسفورد لدراسات الإدارة برئاسة السير نورمان تشيستر، مدير كلية نوفيلد، أكسفورد. قدّم السير جون تمبلتون منحة مالية للمركز عام 1983لرفع المعايير المهنية في الإدارة البريطانية.

## مديري الكلية
- كولن بندي، أول مدير لكلية جرين تيمبلتون.
- السير ريتشارد دول، عالم أوبئة، أول رئيس لكلية جرين.
- مايكل إيرل، نائب رئيس جامعة أكسفورد.
- السير كريسبين تيكيل، دبلوماسي وناشط بيئي، المشرف الثالث على الكلية الخضراء.
- مايكل فون كليم، رجل أعمال أمريكي، صاحب مطعم، عالم أنثروبولوجيا، رئيس سابق لكلية تمبلتون.
- اللورد والتون من ديتشانت، سياسي (نبيل مدى الحياة)، رئيس ثاني لكلية جرين.

## صور

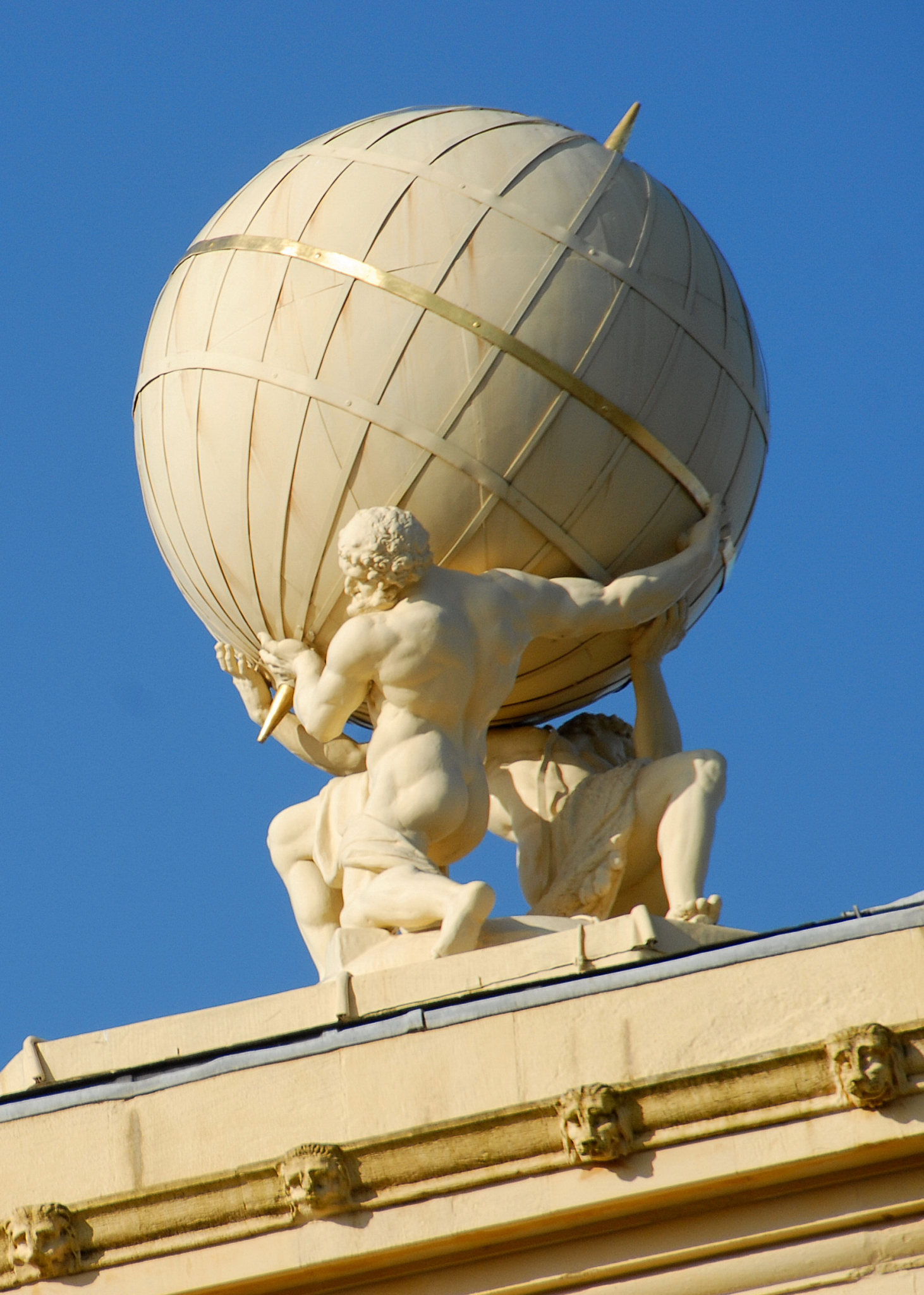
أعلى مرصد رادكليف، كلية جرين تيمبلتون، أكسفورد.
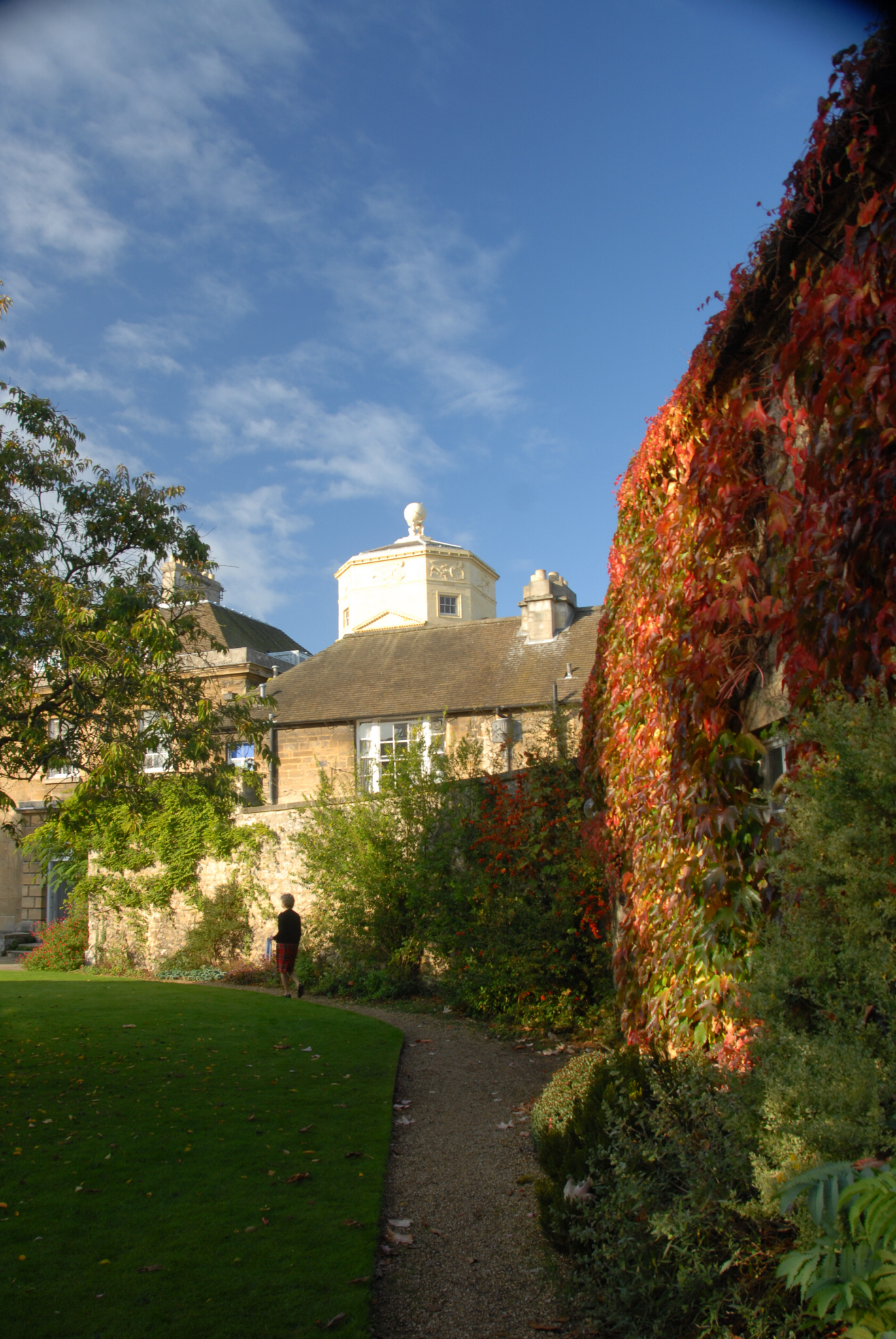
بيت المراقبين، كلية جرين تيمبلتون، أكسفورد.
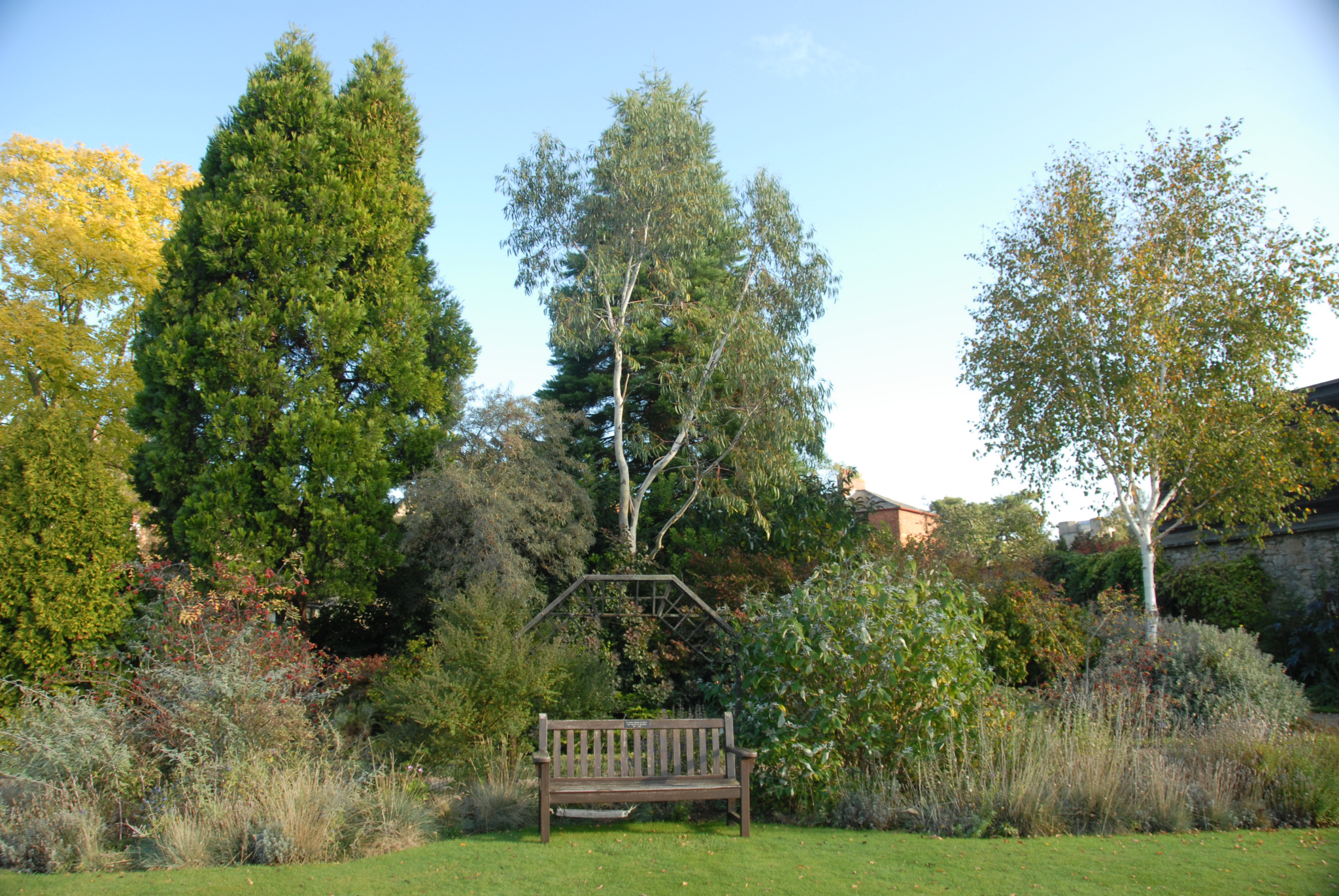
منظر للحدائق، كلية جرين تيمبلتون، أكسفورد.
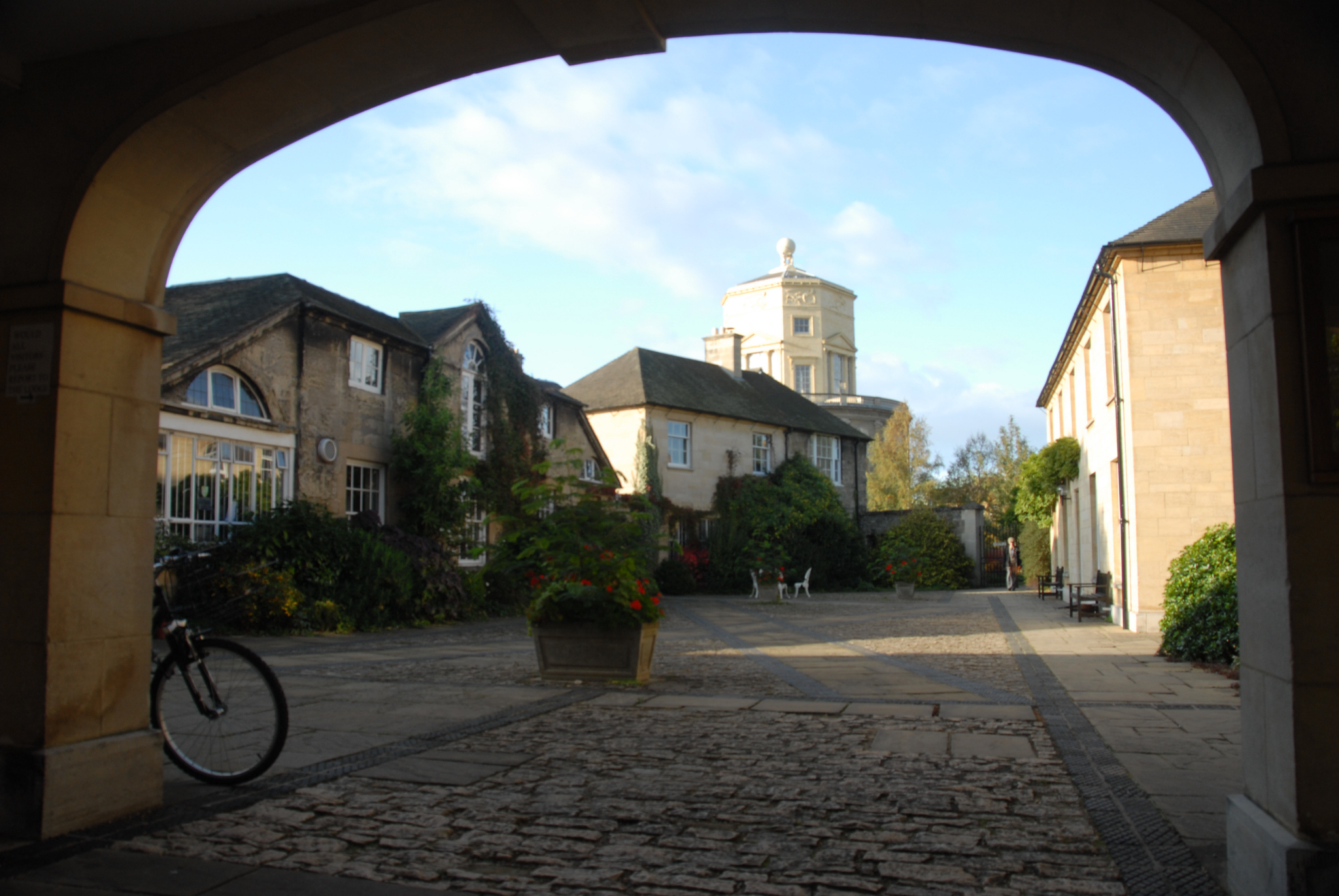
ساحة لانكستر، كلية جرين تيمبلتون، أكسفورد.

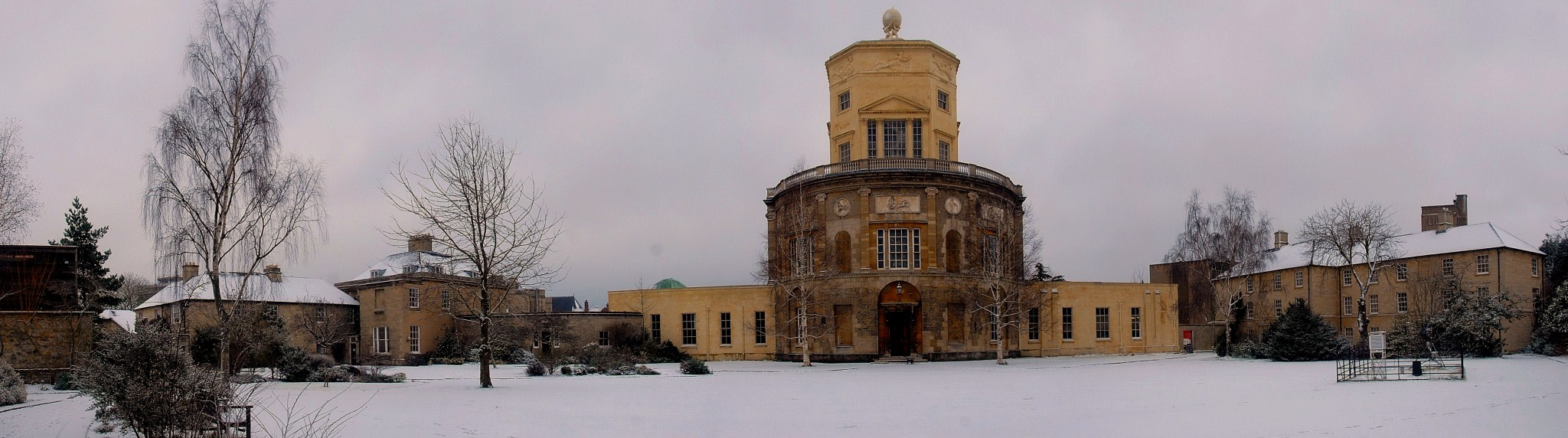
كلية جرين تيمبلتون في الثلج، أكسفورد.